# Ettringen (Baviera)
Ettringen é um município da Alemanha, situado no distrito de Baixa Algóvia, no estado da Baviera. Tem 41,52 km² de área, e sua população em 2019 foi estimada em 3.492 habitantes.